# Formulaire de physique ondulatoire
 (janvier 2024).
Si vous disposez d'ouvrages ou d'articles de référence ou si vous connaissez des sites web de qualité traitant du thème abordé ici, merci de compléter l'article en donnant les références utiles à sa vérifiabilité et en les liant à la section « Notes et références ».
 (janvier 2024).

## Formules
{\displaystyle k={\frac {2\pi }{\lambda }}} -- définition du nombre d'onde

{\displaystyle \omega ={\frac {2\pi }{T}}} -- définition de la vitesse angulaire